# Symmetrodonta
Los simetrodontes (Symmetrodonta, del griego symmetros, "simétrico", y odont-, declinación de odous, "diente" ) son un grupo primitivo de mamíferos del Mesozoico, caracterizados por el aspecto triangular de los molares en la vista de oclusión (de cima) y la ausencia de un talonídeo bien desarrollado. Los simetrodontes tradicionales surgieron en el final del Triásico en Cretáceo y sus fósiles pueden ser encontrados en América del Norte, América del Sur, Europa, África y Asia. A pesar de su vasta distribución los registros fósiles son escasos.
Anteriormente se incluían en la subclase Prototheria.

## Clasificación
- Orden Symmetrodonta Simpson, 1925
  - Género Manchurodon Yabe & Shikama, 1938 (Incertae sedis)
  - Familia Kuehneotheriidae Kermack, Kermack & Mussett, 1968
    - Género Kuehneotherium Kermack, Kermack & Mussett, 1968
    - Género Delsatia Sigogneau-Russell & Godefroit, 1997
    - Género Kotatherium Datta, 1981

  - Familia Shuotheriidae Chow & Rich, 1982
    - Género Shuotherium Chow & Rich, 1982

  - Familia Tinodontidae Marsh, 1887
    - Género Tinodon Marsh, 1879
    - Género Gobiotheriodon Trofiamov, 1997
- Superfamilia Spalacotherioidea Prothero, 1981 - verdaderos Simetrodontes
  - Familia Zhangheotheriidae Rougier, Ji & Novacek, 2003
    - Género Zhangheotherium Hu, Wang, Luo & Li, 1997
    - Género Maotherium Rougier, Ji & Novacek, 2003

  - Familia Spalacotheriidae Marsh, 1887
    - Género Infernolestes[1] Cifelli, Davis & Sames, 2012
    - Género Spalacotherium Owen, 1854
    - Género Symmetrolestes Tsubamoto & Rougier, 2004
    - Género Shalbaatar Nessov, 1997 (discutido)

  - Familia Spalacolestinae[2] Cifelli & Madsen, 1999
    - Género Akidolestes Li & Luo, 2006
    - Género Henshanlestes Hu, Fox, Wang & Li, 2005
    - Género Spalacotheroides Patterson, 1955
    - Género Spalacolestes Cifelli & Madsen, 1999
    - Género Spalacotheridium Cifelli, 1990
    - Género Symmetrodontoides Fox, 1976